# 4ТЭ130
4ТЭ130 — четырёхсекционный двадцатичетырёхосный грузовой тепловоз производства ПО «Ворошиловградтепловоз» с рабочей мощностью по дизелям 12 000 л.с. Предназначался для эксплуатации на Байкало-Амурской магистрали, однако в серию не пошёл, а единственный построенный локомотив позже был разделён на два двухсекционных двенадцатиосных тепловоза, которые получили обозначение 2ТЭ130.

## История
По сравнению с Транссибирской магистралью, Байкало-Амурская расположена в более северных широтах и имеет сложный профиль пути. 11 декабря 1974 года вышло письмо Министерства путей сообщения № 14-ЦТ, а 3 января 1975 года — письмо Министерства тяжёлого машиностроения № 14-3100, в которых были названы дополнительные технические требования к тепловозам для БАМа, которым предстояло работать в условиях умеренного и холодного климата на уклонах до 19 ‰ и тоннелями длиной до 2 км. 4 марта 1976 года вышло письмо Министерства путей сообщения № 14-ЦТ с заявкой на разработку и освоение грузового тепловоза мощностью 12 тысяч л.с.
В то время уже начались работы по постройке первых тепловозов 2ТЭ121 с секционной мощностью 4000 л.с., которые в будущем планировалось сделать «флагманами» среди грузовых тепловозов. Однако при этом была также необходимость сохранения производства дизелей мощностью 3000 л.с. Поэтому 5 июня 1976 года Совет министров СССР издал постановление, по которому 22 декабря Министерством тяжёлого машиностроения было утверждено техническое задание на четырёхсекционный тепловоз.
Разработанный в соответствии с заданием тепловоз ТЭ130 мог быть построен в двух-, трёх- и четырёхсекционном исполнении. 15 декабря 1981 года главный инженер Главного управления локомотивного хозяйства МПС Бевзенко А. Н. согласовал технические условия (ТУ24.04.505-81) на изготовление опытного образца четырёхсекционного тепловоза, а 25 декабря того же года их утвердил главный инженер Всесоюзного производственного объединения «Союзтепловозпутьмаш» Щегловитов Н. Д.
В конце 1982 года производственное объединение «Ворошиловградтепловоз» (ВЗОР) совместно с Электротяжмаш (поставлял тяговые генераторы и электродвигатели) построило опытный тепловоз 4ТЭ130-0001. Новый тепловоз имел такие же кузова, раму, тяговый агрегат и реостатное торможение, как на тепловозах 2ТЭ121, а дизельный двигатель 5-5Д49 являлся модификацией применённого на них двигателя 2В-5Д49. Тележки же были как на 2ТЭ116, то есть 4ТЭ130 по конструкции представляет собой промежуточное звено от 2ТЭ116 к 2ТЭ121. Фактически прототипом 4ТЭ130 можно рассматривать выпущенные за год до него двухсекционные тепловозы 2ТЭ116А. Кабины машиниста располагались в крайних секциях, а в промежуточных стояли лишь небольшие пульты для проведения манёвров.
В 1983 году 4ТЭ130 был подвергнут заводским испытаниям, а в 1984 году прошёл межведомственные испытания, причём точные данные о их результатах весьма противоречивы. Так, согласно заводским данным, испытания были завершены успешно, и по их результатам была выдана рекомендация о подготовке производства установочной партии для Байкало-Амурской магистрали. Согласно версии В. А. Ракова, 4ТЭ130 не полностью отвечал климатическим условиям для работы в Сибири. Как бы то ни было, 4ТЭ130 на БАМе не эксплуатировался, и тепловозы данной серии больше не выпускались. Вместо этого, тепловоз был разделён на два двухсекционных тепловоза, которым присвоили обозначения 2ТЭ130-0001 (секции А и Б) и 2ТЭ130-0002 (секции В и Г). Промежуточные секции при этом были оборудованы кабинами машиниста, хотя и была сохранена возможность управления всеми четырьмя секциями, как на изначальном тепловозе. 2ТЭ130 были направлены для эксплуатации в локомотивное депо Красный Лиман (Донецкая железная дорога), а впоследствии переведены в локомотивное депо Попасная. Начавшееся сложное экономическое положение в стране привело к тому, что ремонт этих уникальных тепловозов стал довольно затратным. В 1990-х годах тепловозы 2ТЭ130 были списаны и разделаны на металлолом. До настоящего времени сохранилась лишь часть кузова одной из секций 2ТЭ130-0002, используемая как гараж.